# Полівка Максимовича
Полівка Максимовича (Microtus maximowiczii syn. Alexandromys maximowiczii) — вид гризунів родини Хом'якові (Cricetidae). Вид поширений у Монголії, на півдні Китаю, на сході Росії.